# 宗昌寺 (瑞浪市)
宗昌寺（そうしょうじ）は、岐阜県瑞浪市大湫町にある臨済宗妙心寺派の聖澤門派の寺院。山号は金城山。

## 歴史
保々氏由緒書に、「宗昌・小庵を改めて一寺を建立」とあり、前身として小庵が存在していたことを知ることができる。
慶長5年（1600年）、大湫村を開村した保々市左衛門宗昌が建立し、聖澤派の智仙宗恵が開山した。
保々氏は、明暦元年(1655年)まで尾張藩附属の木曾衆の同心として300石を給され、以降も中山道の大湫宿における本陣・問屋・庄屋の三役を兼帯した。
宗昌寺の堂宇は、大湫宿の数回にわたる大火から免れたために、控本陣として使用されたこともあった。

## 境内

### 刻経塔
刻経塔（宝篋印塔）は、四方仏として、薬師如来が東面・阿弥陀如来が西面・弥勒菩薩が北面・釈迦如来が南面に浮彫りとなっており、基礎部に「宝暦八寅年冬十月十五日」宝暦8年（1758年）と刻まれており、高さは2.7mである。
瑞浪市内に残っている10基余りの刻経塔（宝篋印塔）は、その大半は梵字で四方仏が表現されており、バイ（薬師・東）バク（釈迦・南）ギリーク（阿弥陀・西）ユ（弥勤・北）となっている。
宗昌寺の刻経塔（宝篋印塔）の様に、四方仏が実際に彫られているのは数例だけである。

### 写経塔
写経塔は、宝暦10年(1760年)造立で、笠塔婆型ともいえる灯篭造りの塔身に「光明真言一万書写供養 宝暦十辰年六月十五日」とだけあり、写経者は不明である。また光明真言とは、二十三文字からなり、これを一万回書写したものである。

### 六地蔵
聖観音石像が六地蔵の主尊として造立された珍らしいもので、明和9年（1772年）の造立である。
寺の参道に聖観音を中心にして左右に三体ずつ並べられており、 造立年の「明和九年」は聖観音の台石に刻まれている。法印地蔵が持つ幢幡が特に明白に彫られているのが特徴である。

### 三界万霊塔
宗昌寺の入口にある三界万霊塔は、天保4年(1833年)頃の造立である。

### 三十三所観音供養（文字）碑
天保16年(1845年)の造立で、文字塔・西国三十三所供養碑とも呼ばれている。

### 地蔵菩薩石像
正徳元年(1711年)の造立で、右錫杖・左宝珠であり、墓碑地蔵とも呼ばれている。

### 二十二夜石像
明和7年(1770年)と文政12年(1829年)に造立された石像がある。
共に丸彫りの如意輪観音石像であり、明和7年(1770年)のものには「奉造供養塔 輪観世音菩薩 旹明和七庚寅十月 濃州土岐郡大湫宿女人講中」
文政12年(1829年)に造立の石像には「女人講中 文政十二年己丑夏六月」とあって、共に二十一夜若しくは同二十二夜待講の本尊として造立されたものであることが判る。

### 光明真言供養塔
宝暦8年(1758年)・宝暦10年(1760年)・文政8年(1825年)に造立された光明真言供養塔がある。
大湫宿では四度、大乗妙典千部供養が勤行され、光明真言千万遍と金剛経五千巻も供養された。
光明真言千万供養塔は、高さ3mの立派なものである。

### 如意輪観音石像（月待碑）
明和7年(1770年)と文政12年(1829年)に造立された、女人講中による丸・坐・二臂・思惟・蓮華座の如意輪観音石像（月待碑）がある。
明和7年に造立された石像には、「奉造供養塔 輪観世音菩薩 旹明和七庚寅歳 濃州土岐郡大湫宿女人講中」とあり、大湫宿でも周辺の村と同様に、女人講を中心にした二十二夜月待講の信仰が盛んであったため、如意輪観音石像が造立されたのである。
二十二夜月待講というのは、その夜、講の女が一堂に集まり、如意輪石像や軸に供物をして焼香し、心経・御詠歌・和讃を唱えて出産・婦人病の祈願をし、終わった後には女人同士の飲食・雑談・娯楽・慰安の場とした庶民信仰行事であった。

### 宗昌寺の百日紅（サルスベリ）
宗昌寺の境内にある百日紅は、樹齢は不明であるが、寺の歴史とともに生き続けてきた名木で、8月の終わりには濃い桃色の花が満開になり、9月中旬まで楽しめる。

## 圓通閣 観音堂
宗昌寺が管理している大湫町にある観音堂は正式名を「秀峰山 圓通閣」と称し、大湫宿を利用する旅人や商人達の道中安全祈願の為に創建されたものである。
古記録には、かつては東方に所在する神明神社の境内に観音堂が建てられていたこと、享保6年（1721年）に現在地へ移されたこと、文政7年（1824年）の大火で焼失したこと、弘化4年（1847年）に再建されたことなどが記されている。
現在の観音堂の天井は、格子天井に花鳥草木を題材にした60枚もの絵画が描かれているもので、出来も色彩ておりており、瑞浪市の有形文化財に指定されている。
天井には絵画とともに「弘化四丁未春・暁峰三尾静」の銘が見られるが、この絵天井が弘化4年の観音堂が再建された際に描かれたこと、また絵を描いたのが恵那郡付知村（現在の中津川市付知町）出身の画人で、美濃・飛騨をはじめ尾張・三河・信濃など広範囲にわたって活躍した三尾暁峰（みおぎょうほう）である。
観音堂は通常堂内に立ち入ることができないが、外からガラス越しで内部を見ることができる。観音堂の彫刻なども意匠に優れ、一見の価値がある。